# لوك بيري (نحات)
لوك بيري (بالإنجليزية: Luke Perry)‏ هو نحات بريطاني، ولد في 1983 في Cradley Heath ‏ في المملكة المتحدة.

## روابط خارجية
- لوك بيري على موقع IMDb (الإنجليزية)